# Xavier Rodriguez
 (juillet 2025).
Il peut être nécessaire de l'améliorer pour respecter le principe de neutralité de point de vue. Veuillez consulter la page de discussion pour plus de détails.

 (juillet 2025).
Pour les articles homonymes, voir Rodriguez.
Xavier Rodriguez est un entrepreneur français, président-directeur général du groupe Jarnias , spécialisé dans les travaux en hauteur et les interventions sur sites difficiles d'accès.
Il est également vice-président du syndicat France Travaux sur cordes depuis juillet 2023.

## Biographie

### Parcours professionnel
Xavier Rodriguez commence sa carrière comme cordiste intérimaire. Il rejoint Jarnias en 2008, alors une société spécialisée dans les travaux en hauteur.
Au sein de l'entreprise, il occupe successivement les fonctions de conducteur de travaux, directeur commercial puis directeur général, avant d'être nommé président-directeur général en 2018.

### Développement de l'entreprise
Sous sa direction, Jarnias diversifie ses activités dans plusieurs secteurs notamment l’industrie, l’événementiel et la restauration du patrimoine,
. 
Selon la presse économique, l'entreprise a connu une croissance rapide de son chiffre d'affaires  et de ses effectifs entre 2017 et 2024,.

### Projets notables
Jarnias a notamment participé aux opérations de sécurisation et de restauration de la Cathédrale Notre-Dame de Paris après l'incendie de 2019 pour la mise en place d'échafaudage et la sécurisation de la structure,
.
Le Général Jean-Louis Georgelin chargé de la reconstruction, a comparé les équipes de Jarnias à des « forces spéciales des travaux en hauteur ».
En lien avec ces opérations, Xavier Rodriguez a été nommé chevalier de l’Ordre des Arts et des Lettres .

### Engagements
En tant que vice‑président de France Travaux sur cordes, il participe à la représentation de la profession, et à la définition des normes de sécurité, .
Il a également soutenu la création d’un centre de formation dédié aux cordistes,
.

### Activités parallèles
Xavier Rodriguez est animateur du podcast Build, axé sur la construction, l’architecture et les infrastructures urbaines.